# Liu He (Han)
Liu He (chinesisch 劉賀 / 刘贺, Pinyin Liú Hè; * 92 v. Chr.; † 59 v. Chr.) war ein chinesischer Kaiser der westlichen Han-Dynastie.

## Leben
Liu He regierte im Jahre 74 v. Chr. für wenige Wochen. Seine kurze Regierungszeit war von Streitigkeiten um die Thronfolge geprägt, in denen der Staatsbedienstete Huo Guang eine bedeutende Rolle spielte. Nach seiner Absetzung folgte ihm auf den chinesischen Thron Han Xuandi.